# 钝叶草属
钝叶草属（学名：Stenotaphrum）是禾本科下的一个属，为具匍枝的多年生草本植物。该属共有约8种，分布太平洋各岛屿以至非洲与美洲。